# Rhipsalis cereoides
Rhipsalis cereoides ist eine Pflanzenart in der Gattung Rhipsalis aus der Familie der Kakteengewächse (Cactaceae). Das Artepitheton cereoides leitet sich vom griechischen Wort -oides für ‚ähnlich‘ sowie der Gattung ‚Cereus‘ ab.

## Beschreibung
Rhipsalis cereoides wächst lithophytisch, strauchig, hängend oder halbaufrecht mit Trieben von unbegrenztem Wachstum. Die dreikantigen bis selten vierkantigen, trüb bläulich grünen Triebe sind 4 bis 10 Zentimeter lang und weisen Durchmesser von 1 bis 7 Millimetern auf. Ihre Kanten sind gerade. Die kleinen, nicht eingesenkten Areolen sind häufig mit 2 bis 4 Borsten besetzt.
Die radförmigen, weiß Blüten erscheinen einzeln oder in Gruppen von zwei bis vier und erreichen einen Durchmesser von bis 2 Zentimeter. Die Früchte sind hellrosafarben.

## Verbreitung, Systematik und Gefährdung
Rhipsalis cereoides ist im Osten Brasiliens auf Gneis-Inselbergen verbreitet.
Die Erstbeschreibung als Lepismium cereoides wurde 1936 durch Curt Backeberg und Otto Voll veröffentlicht. Curt Backeberg stellte die Art 1938 in die Gattung Rhipsalis. Ein nomenklatorisches Synonym ist Rhipsalis cereoides (Backeb. & Voll) A.Cast. (1940).
Rhipsalis cereoides wurde in der Roten Liste gefährdeter Arten der IUCN von 2002 als „Vulnerable (VU)“, d. h. gefährdet eingestuft. Nach der Überarbeitung der Liste 2013 wird die Art als „Near Threatened (NT)“, d. h. als gering gefährdet geführt.

## Nachweise